# Alina Dumitru
Alina Alexandra Dumitru (Bucarest, 30 d'agost de 1982) és una esportista romanesa que competeix en judo.
Va participar en tres Jocs Olímpics, entre els anys 2004 i 2012, obtenint dues medalles: or en Pequín 2008 i plata en Londres 2012, ambdues en la categoria de –48 kg. Va guanyar tres medalles en el Campionat Mundial de Judo entre els anys 2005 i 2010, i deu medalles en el Campionat Europeu de Judo entre els anys 2002 i 2012.

## Palmarès internacional
| Jocs Olímpics     | Jocs Olímpics              | Jocs Olímpics | Jocs Olímpics |
| Any               | Lloc                       | Medalla       | Categoria     |
| ----------------- | -------------------------- | ------------- | ------------- |
| 2008              | Pequín ( R.P. de la Xina)  | 1             | –48 kg        |
| 2012              | Londres ( Regne Unit)      | 2             | –48 kg        |
| Campionat del món |                            |               |               |
| Any               | Lloc                       | Medalla       | Categoria     |
| 2005              | el Caire ( Egipte)         | 3             | –48 kg        |
| 2007              | Rio de Janeiro ( Brasil)   | 3             | –48 kg        |
| 2010              | Tòquio ( Japó)             | 3             | –48 kg        |
| Campionat Europeu |                            |               |               |
| Any               | Lloc                       | Medalla       | Categoria     |
| 2002              | Maribor ( Eslovènia)       | 3             | –52 kg        |
| 2004              | Bucarest ( Romania)        | 1             | –48 kg        |
| 2005              | Rotterdam ( Països Baixos) | 1             | –48 kg        |
| 2006              | Tampere ( Finlàndia)       | 1             | –48 kg        |
| 2007              | Belgrad ( Sèrbia)          | 1             | –48 kg        |
| 2008              | Lisboa ( Perú)             | 1             | –48 kg        |
| 2009              | Tiflis ( Geòrgia)          | 3             | –48 kg        |
| 2010              | Viena ( Àustria)           | 1             | –48 kg        |
| 2011              | Istanbul ( Turquia)        | 1             | –48 kg        |
| 2012              | Cheliábinsk ( Rússia)      | 1             | –48 kg        |

## Premis
Després del seu èxit com a campiona olímpica en Pequín 2008, Alina Dumitru va ser condecorada pel president de Romania, Traian Basescu, amb la medalla "Meritul Sportiv" (medalla al Mèrit Esportiu) de classe I.
També va ser nomenada «ciutadana d'honor» (cetăţean de onoare) de la seva ciutat natal, Ploieşti.